# Badminton 1973
Höhepunkte des Badmintonjahres 1973 waren der Thomas Cup 1973 sowie die All England, die Scottish Open, die German Open, die Dutch Open, die Denmark Open und die French Open.
==Internationale Veranstaltungen ==
| Veranstaltung | Herreneinzel   | Dameneinzel   | Herrendoppel                   | Damendoppel                      | Mixed                           |
| ------------- | -------------- | ------------- | ------------------------------ | -------------------------------- | ------------------------------- |
| All England   | Rudy Hartono   | Margaret Beck | Christian Hadinata Ade Chandra | Machiko Aizawa Etsuko Takenaka   | Derek Talbot Gillian Gilks      |
| Denmark Open  | Rudy Hartono   | Hiroe Yuki    | Tjun Tjun Johan Wahjudi        | Joke van Beusekom Marjan Luesken | Elo Hansen Ulla Strand          |
| French Open   | Tage Nielsen   | Lene Büchert  | Peter Bullivant William Kidd   | Lene Büchert Kirsten Kjærbye     | Søren Willandsen Vibeke Brisson |
| German Open   | Sture Johnsson | Eva Twedberg  | Tjun Tjun Johan Wahjudi        | Deirdre Tyghe Barbara Lord       | Gert Perneklo Eva Twedberg      |
| Swedish Open  | Svend Pri      | Eva Twedberg  | Poul Petersen Svend Pri        | Margaret Beck Gillian Gilks      | Derek Talbot Gillian Gilks      |